# Киргизский край
Кирги́зский край (каз. Қырғыз өлкесі, قىرعىز ولكەسى) — административная единица в составе Российской Социалистической Федеративной Советской Республики, существовавшая с 10 июля 1919 до 26 августа 1920 (с преобразованием в Киргизскую АССР).
Административный центр — город Оренбург.
Ранее в составе Российской империи в северо-восточных землях Казахстана существовал Степной край. После революции 1917 года декретом Совета Народных Комиссаров (СНК) РСФСР от 10 июля 1919 года частично на той же территории, частично западнее её был создан Киргизский край.

Для управления краем был назначен Революционный комитет по управлению Киргизским краем, исполнявший военные и правительственные функции, председателем которого стал поляк Станислав Станиславович Пестковский, заместителем председателя ревкома Алиби Тогжанович Джангильдин. В ведение ревкома были переданы населённые киргиз-кайсаками (или просто «киргизами»), как до 1925 года по-русски назывались казахи, территории современного Казахстана (кроме Южного Казахстана), а также некоторые смежные территории современной России.
В крае с 1920 года издавалась газета «Известия Киргизского края».
После установления на всей территории современного Казахстана советской власти, 26 августа 1920 года совместным декретом Всероссийского центрального исполнительного комитета и Совета народных комиссаров РСФСР была образована Киргизская Автономная Социалистическая Советская Республика, территориальной основой создания которой стал Киргизский край.